# Maxmilian Groller von Mildensee
Maxmilian Groller von Mildensee, také Maximilian von Groller-Mildensee (5. června 1838, Praha – 20. května 1920, Vídeň, Rakousko) byl rakouský důstojník, zeměměřič a klasický archeolog.

## Život
Narodil se v Praze na Hradčanech v Trauttmannsdorfském paláci čp. 180/IV jako druhý (prostřední) syn v rodině německojazyčného vojáka a ředitele vojenské věznice, Johanna Grollera von Mildensee, původem z Tachova, a jeho manželky Františky, rozené Steinerové z Eltenbergu. Měl sedm sester. Vojenskou kariérou v Čechách prošel již Maxmilianův dědeček Václav Groller, který byl roku 1836 za nezjištěné zásluhy nobilitován s dědičným přídomkem z Mildensee. Otec Johann se věnoval resocializaci propuštěných vězňů, založil na jejich podporu v Praze spolek a napsal knihu svých návrhů na reformu vězeňského systému. Po svém penzionování napsal také knihu vzpomínek z cesty po Orientu, na které roku 1869 jako poručík vojenské polní jednotky doprovázel císaře Františka Josefa I.
Maxmilian v  letech 1850 až 1858 vystudoval Teresiánskou vojenskou akademii ve Wiener Neustadtu a v roce 1859 nastoupil jako voják k 6. regimentu rakouského dělostřelectva a bojoval v Itálii proti Italům v Sardinské válce. V letech 1860–1864 pokračoval studiem ve Vídni v rakouské válečné škole.
Dále sloužil v rakouské armádě jako zeměměřič a kartograf při vyměřování maďarsko-rumunské hranice Rakouské říše. Dosáhl hodnosti plukovníka a byl jmenován ředitelem C. a k. vojenského zeměpisného ústavu ve Vídni (K. und k. Militärgeographisches Institut in Wien).
Ze zájmu o archeologii se začal věnovat archeologickým vykopávkám římské hranice provincií Noricum a severní Pannonie při Dunaji v Rakousku, zejména římských vojenských táborů Lauriacum na místě současného města Enns v horním Rakousku a Carnuntum v dolním Rakousku, ale také v Donnerskirchenu u města Eisenstadt nebo při zámku Königshof v Burgenlandu. Pracovala s ním jeho manželka Emma († 1922), potomky neměli. K výzkumům prováděli přesnou písemnou a měřickou dokumentaci. Maxmilian v letech 1900-1925 své práce pravidelně publikoval v sešitech nově vydávané ročenky Der Römische Limes in Österreich. Za své zásluhy byl roku 1897  jmenován řádným členem Rakouského archeologického institutu a bylo pro něj vytvořeno nové pracovní místo vedoucího vykopávek (Grabungsleiter). Své technické znalosti ze stavebnictví a mechaniky využíval při dokumentaci antických staveb kasáren a jejich systému výtápění.

## Publikace (výběr)
- Das Legionslager Lauriacum. In: Der Römische Limes in Österreich. Nr. 7, 1906, S. 5–46.
- Die Grabung im Lager Lauriacum. In: Der Römische Limes in Österreich. Nr. 9, Wien 1908, S. 87–164.
- Die Grabungen in Lauriacum. In: Der Römische Limes in Österreich. Nr. 10, 1909, S. 79–114.
- Die Grabungen im Lager Lauriacum und dessen nächster Umgebung im Jahre 1908. In: Der Römische Limes in Österreich. Nr. 11, 1910, S. 1–60.
- Grabung im Lager Lauriacum im Jahre 1911. In: Der Römische Limes in Österreich. Nr. 13, 1919, S. 1–264.
- Die Grabungen im Lager Lauriacum in den Jahren 1912 und 1913. In: Der Römische Limes in Österreich. Nr. 13, 1919, S. 117–264.
- Die Grabungen im Lager Lauriacum im Jahre 1914 und 1915. In: Der Römische Limes in Österreich. Nr. 14, 1924a, S. 1–54.
- Die Grabungen im Lager Lauriacum im Jahre 1917. In: Der Römische Limes in Österreich. Nr. 15, 1925, S. 1–58.
- Die Grabungen im Lager Lauriacum im Jahre 1918. In: Der Römische Limes in Österreich. Nr. 15, 1925a, S. 99–136.
- Die Grabungen im Lager Lauriacum im Jahre 1919. In: Der Römische Limes in Österreich. Nr. 15, 1925b, S. 175–200.